# فيروس مستجد
الفيروس المستجد أو الفيروس الجديد (بالإنجليزية: Novel virus)‏ يشير إلى فيروس جديد ليس له مثيل من قبل، ويمكن أن يكون الفيروس الذي يُعزل من مستودعه نتيجة انتشار للحيوان أو الإنسان العائل حيث لم يتم التعرف على الفيروس من قبل، ويمكن أن يكون الفيروس المستجد واحدا من الفيروسات التي تمثل سلالة جديدة، كما يمكن أيضا أن يكون الفيروس موجودا ولكن لم يحدد سابقا.